# Барсуков, Василий Николаевич
Васи́лий Никола́евич Барсуко́в (2 августа 1922, пос. Гремучий Ручей, Тверская губерния — 26 сентября 1990, Москва) — гвардии полковник авиации, Герой Советского Союза.

## Биография
Родился 2 августа 1922 года в семье бухгалтера в посёлке Гремучий Ручей Бежецкого уезда Тверской губернии. Посёлок не сохранился; ныне территория относится к Моркиногорскому сельскому поселению Бежецкого района Тверской области. Русский.
С 1929 года жил в Москве, окончил неполную среднюю школу. По другим данным, в 1929 году переехал в Реутов, где окончил школу № 1. Работал слесарем на Московском заводе точных измерительных приборов, примерно в это же время окончил аэроклуб Метростроя.
В 1941 году призван в ряды Красной Армии. В 1941 году окончил Черниговскую военную авиационную школу лётчиков. В боях Великой Отечественной войны с июля 1942 года. Интересно, что к моменту вступления в войну он имел всего тринадцать часов налёта. Воевал на 3-м Белорусском фронте.
В 18-м гвардейском истребительном авиационном полку, входившем в 303-ю истребительную авиационную дивизию генерала Г. Н. Захарова, сержант В. Н. Барсуков сражался с июля 1942 года. В одном из первых боёв был ранен в грудь, сбил ранивший его вражеский самолёт и привёл свою машину на аэродром.
Член ВКП(б)/КПСС с 1943 года.
11 марта 1943 г. в 12.13 группа из 9 Як-7б, ведущий капитан Мазуров, вышла на боевое задание с задачей уничтожения бомбардировщиков противника в районе Кожановка, Ашково, Ясенок, Дынное, Жеребовка. В составе группы были В.Н. Барсуков, Ляпунов, И. Заморин, Л.Н. Хрущёв (сын Н. С. Хрущёва). После 3—5 минутного пребывания над линией фронта появились истребители противника, которые, пользуясь дымкой, начали производить атаку наших самолётов, приняв бой, разбились на три группы. Барсуков пресек атаку немецкого летчика зайти в хвост самолёта Хрущева; Заморин сбил самолёт Focke-Wulf Fw 190 Würger противника; но Л.Н. Хрущёв не вернулся с этого боевого вылета.
Воевал на всех типах истребителей-«яков». Исключительная наблюдательность, острота зрения, зрительная память и талант рисовальщика определяли высочайшее качество проводимых им воздушных разведок. Это было отмечено командованием, и в 1944 году приказом командующего 1-й воздушной армии Т. Т. Хрюкина он был переключён на ведение воздушной разведки.
28 июня 1944 года во время патрулирование в районе Борисова в паре с Г. Репиховым, В. Н. Барсуков встретил восьмёрку немцев. Гвардии капитан В. Н. Барсуков сбил тогда три «Фоккер-Вульф-190», его ведомый — один.
К марту 1945 года командир авиационной эскадрильи 18-го гвардейского истребительного авиационного полка гвардии капитан В. Н. Барсуков совершил 286 боевых вылетов, участвовал в 44 воздушных боях, лично сбил 20 самолётов противника и 2 в группе.
Указом Президиума Верховного Совета СССР от 19 апреля 1945 года за мужество и героизм, проявленные в воздушных боях с немецко-фашистскими захватчиками гвардии капитану Василию Николаевичу Барсукову присвоено звание Героя Советского Союза с вручением ордена Ленина и медали «Золотая Звезда» (№ 6142).
После представления к званию Героя сражался столь же отважно и увеличил свой боевой счёт: к 9 мая 1945 года гвардии капитан В. Н. Барсуков совершил 346 боевых вылетов, участвовал в 72 воздушных боях, лично сбил 22 самолёта противника и 4 в группе.
После окончания Великой Отечественной войны продолжал службу в Советской Армии. В 1951 году окончил Московский юридический институт (заочно). С 1958 года полковник В. Н. Барсуков — в запасе. Жил в Москве. Работал в Центральном научно-исследовательском радиотехническом институте. Скончался 26 сентября 1990 года.

## Награды
- Герой Советского Союза
  - Орден Ленина
  - Медаль «Золотая Звезда» № 6142
- Орден Красного Знамени, дважды
- Орден Александра Невского
- Орден Отечественной войны I степени
- Орден Отечественной войны II степени
- Медали, в том числе:
  - Медаль «В ознаменование 100-летия со дня рождения Владимира Ильича Ленина»
  - Медаль «За победу над Германией в Великой Отечественной войне 1941—1945 гг.»
  - Юбилейная медаль «Двадцать лет Победы в Великой Отечественной войне 1941—1945 гг.»
  - Юбилейная медаль «Тридцать лет Победы в Великой Отечественной войне 1941—1945 гг.»
  - Юбилейная медаль «Сорок лет Победы в Великой Отечественной войне 1941—1945 гг.»
  - Медаль «За взятие Кёнигсберга»

## Память
К 75-летию Победы в Реутове обсуждалось предложение о присвоении одной из улиц города имени Барсукова, однако такое решение не было принято.